# Sherdil
Pour plus de détails, voir Fiche technique et Distribution.
Sherdil est un film suédois réalisé par Gita Mallik et David Flamholc, et sorti en 1999.

## Synopsis
Sanna est une jeune fille de 14 ans qui rêve d'avoir son propre cheval. Par pure coïncidence, elle se retrouve dans une écurie un jour où trois chevaux arabes sont mis en quarantaine, dans l'attente d'être abattus. Sans hésiter, elle sauve l'étalon arabe Sherdil et s'enfuit avec lui. Elle trouve un village abandonné dans la forêt, où ils se cachent.
Bientôt, ce ne sont pas seulement ses parents et ses pairs qui la recherchent, mais aussi des militaires et des policiers.

## Fiche technique
- Titre : Sherdil
- Réalisation : Gita Mallik et David Flamholc (coréalisateur)
- Scénario : Gita Mallik
- Musique : Joachim Cohen
- Photographie : Pavel Ythjall
- Montage : Leon Flamholc
- Production : David Flamholc et Leon Flamholc
- Société de production : Caravan Film et Sonet Film
- Pays :  Suède
- Genre : drame
- Durée : 97 minutes
- Dates de sortie : 
  -  Suède : 22 octobre 1999

## Distribution
- Rebecca Liljeberg : Sanna
- Hanna Alström : Veronika, la meilleure amie de Sanna
- Sebastian Hulthén : Martin
- Expert : Sherdil
- Anna von Rosen : Vraie Mère
- Marika Lagercrantz : Norén, la prof de maths
- Fredrik Dolk : Adjudant Persson
- Tord Peterson : gérant de stand
- Jonte Halldén : Oscar
- Björn Granath : chef de l'armée
- Moa Old : Erika
- Barbro "Babben" Larsson : dame dans la voiture
- Clas-Göran Turesson : Motwall, chef de la police locale
- Michael Mansson : vétérinaire à l'abattoir

## À propos du film
Le nom « Sherdil » est kurde, et signifie « cœur de tigre ». Le film marque les débuts de Gita Mallik en tant que réalisateur. Le film, recommandé à partir de 7 ans, a été présenté pour la première fois le 22 octobre 1999 et a également été diffusé sur SVT et sur TV4 .

## Musique
- In My Mind, musique de Robin Söderman et David Westerlund, plus connu sous le nom d'Antilo
- Comme un poisson hors de la mer, musique de Johan Stentorp, paroles Johan Stentorp et Pär Davidsson
- Funky Kinda Groove, paroles et musique de George Clemons et autres, interprété par George Clemons

## Accueil critique
Ce film a été rejeté par presque tous les critiques de la presse suédoise, qui soulignent des scènes caricaturales et des répliques impossibles. Ils notent en revanche la beauté des scènes avec le cheval.